# Каєтан Кіцький
Каєтан Іґнацій Кіцький гербу Ґоздава (пол. Kajetan Ignacy Kicki, бл. 1740 або 1745 — 15 січня 1812, с. Оброшине) — польський римо-католицький релігійний діяч. Львівський латинський архієпископ з 1797 року. Представник шляхетського роду Кіцьких. Ректор Львівського університету 1800—1801 року.

## Життєпис

Варіант гербу Ґоздава

Народився бл. 1740 року або 1745-го. Батько — генерал Антоній Кіцький, мати — дружина батька Маріанна Пшановська. Походив із Плоцького воєводства. Про його ранні й молоді роки та студії відомостей немає. 1770 року став пробощом на Жулавах. 18 липня 1783 року став титулярним єпископом Солі.
10 грудня 1769 року став священником-ординарієм. 18 грудня 1797 року став очільником Львівської архидієцезії. У 1800—1801 роках був ректором Львівського університету.
Австрофіл.
Помер 15 січня 1812 року в с. Оброшиному, де й був похований.